# Cosmisoma plumicorne
Cosmisoma plumicorne là một loài bọ cánh cứng trong họ Cerambycidae.